# René Saorgin
René Saorgin, né à Cannes le 31 octobre 1928 et mort à Nice le 16 décembre 2015, est un organiste français.

## Biographie
René Saorgin naît le 31 octobre 1928 à Cannes,.
Il effectue ses études musicales d'abord au conservatoire de Nice puis au conservatoire de Paris. Il y étudie l'harmonie dans la classe de Maurice Duruflé et obtient un premier prix de contrepoint et de fugue dans la classe de Noël Gallon. Pendant ce temps, il perfectionne sa technique d'orgue avec Maurice Duruflé et Gaston Litaize puis avec Fernando Germani à l'Académie Chigiana de Sienne.
En 1958, il remporte le 1er prix J.S. Bach au concours international de Gand.
D'abord organiste à l'église Saint-Pierre de Montmartre à Paris entre 1951 et 1954, Saorgin occupe ensuite le poste de professeur d'orgue au Conservatoire de Nice de 1954 à 1996. À partir de 1954, il est aussi titulaire des orgues de Saint-Jean-Baptiste du Vœu à Nice. De 1969 à 1971, il dirige le Conservatoire d'Ajaccio.
Pendant la période où il est membre de la Commission supérieure des monuments historiques, section orgues, il contribue à faire découvrir et restaurer de nombreux instruments tombés alors dans l'oubli tels que les orgues du facteur niçois Grinda (Villefranche-sur-mer, L'Escarène et Clans) et les orgues italiennes de la vallée de la Roya (Tende, La Brigue, Breil, Saorge, Fontan, Sospel).
Comme interprète, René Saorgin est l'un des premiers organistes en France à défendre les Toccatas (Apparatus musico-organisticus) de Georg Muffat, sur l'orgue italianisant de Malaucène, en 1974.
En 1984, succédant au chanoine Henri Carol, il est nommé titulaire des grandes orgues Boisseau de la cathédrale de Monaco, poste qu'il occupe jusqu'en décembre 2005,.
René Saorgin meurt le 16 décembre 2015 à Nice,.

## Discographie sommaire
On lui doit une importante discographie (vinyles et CD) dont une intégrale de référence de l'œuvre pour orgue de Buxtehude sur des instruments adaptés : Alkmaar, Zwolle, Altenbruch, Arlesheim. Ci-dessous ne figurent que les CD :
- Dietrich Buxtehude - L'Œuvre d'orgue (Harmonia Mundi 2901484.88)
- Johann Sebastian Bach - Orgelbüchlein (HMA 1951215)
- La Route des orgues de Frescobaldi à Respighi, 3 siècles de musique italienne pour orgue interprétée par Michel Colin, Silvano Rodi, René Saorgin, sur les orgues historiques de la Vallée de la Roya et de la Bevera (Lidi 0109127-03)
- Michel Corrette (1709-1795) - Concertos pour orgue & orchestre René Saorgin à l'orgue Grinda de L'Escarène et l’Ensemble baroque de Nice (HMA 2905148)
- Les caractères de la variation en Europe aux XVIe et XVIIe siècles, à l’orgue Lingiardi (1847) de Saorge (TEM 316010)
- Musiques théâtrales et militaires, aux orgues de Tende et de Saorge - France (HMA 190947)
- Noëls à l'orgue aux orgues de Tende et de Chambéry - Œuvres de J-S Bach, L-C Daquin D. Zipoli et C-B Balbastre - France (HMX 2978199)
- La suite française classique pour orgue à l’orgue de la cathédrale de Monaco - G.-G. Nivers, J. Boyvin, G. Jullien, J.-A. Guilain, J.-F. Dandrieu (Lidi 0109111-02)
- François Couperin (1668-1733) - Messe à l’usage des paroisses, Messe pour les couvents, à l’orgue de la cathédrale de Monaco (REM 311104/1-2)
- Gaspard Corrette (1671-1733) - Messe du 8e ton, à l’orgue de la cathédrale de Monaco (HMC 905245)
- Les hymnes pour orgue de Nicolas de Grigny (1672-1703), à l’orgue de la cathédrale de Monaco (REM 311077)
- L’orgue historique du palais princier de Monaco, René Saorgin, orgue A. Lucchesi, G Valeri, G.-B. Cervellini, G Tartini, B Galuppi, A Grazioli, D Scarlatti (REM 311043)
- L'orgue historique des frères Grinda (1791) dans la période révolutionnaire, à l'orgue de l'Église Saint Pierre-aux-liens de l'Escarène. F. D'Agincour, M. Corrette, C. Balbastre, J. Beauvarlet-Charpentier, A.P.F. Boëly, C.A. Fessy. 2006.